# Voyeurs.com
Pour plus de détails, voir Fiche technique et Distribution.
Voyeurs.com (I-See-You.Com) est un téléfilm américain réalisé par Eric Steven Stahl, et diffusé en 2007.

## Synopsis
Une famille recomposée se retrouve fauchée. C'est alors qu'un des enfants va placer des caméras cachées dans toute la maison et diffuser cela sur Internet. Cela va rapporter de l'argent à toute la famille, et tous les membres de la famille vont se prendre au jeu…

## Fiche technique
- Titre original : I-See-You.Com
- Réalisation : Eric Steven Stahl
- Scénario : Sean McLain et Eric Steven Stahl
- Photographie : Ricardo Jacques Gal
- Musique : Kevin Kiner
- Durée : 95 minutes
- Pays :  États-Unis

## Distribution
- Beau Bridges (VF : José Luccioni) : Harvey Bellinger
- Rosanna Arquette : Lydia Ann Layton
- Mathew Botuchis : Colby Allen
- Shiri Appleby : Randi Sommers
- Dan Castellaneta : Jim Orr
- Baelyn Neff : Audrey Bellinger
- Victor Alfieri : Ciro Menotti
- Tracee Ellis Ross : Nancy Tanaka
- Doris Roberts : Doris Bellinger
- Héctor Elizondo : Greg Rishwain
- Don LaFontaine : lui-même